# Басейн Обі
Басейн Обі — водозбір річки Об, загальною площею 2 972 493 км². Поширюється на території Росії, Казахстану, Китаю та Монголії.

## Загальна інформація
У розрізі країн на Росію припадає 2 192 700 км² площі басейну, або 73,77 %, Казахстан займає 734 543 км² (24,71 %), Китаю належить 45 050 км² (1,51 %), Монголії — 200 км² (0,01 %). За розмірами басейн займає п'яте місце у світі. До його території входить також безстічний простір площею 445 тис. км². 1 914 тис. км² площі належить до суббасейну Іртиша.
У 1891 році басейн Обі з'єднали з басейном Єнісею через Об-Єнісейський канал

## Опис
Найбільшою притокою Обі є Іртиш. У 19 столітті науковці вирішили вважати саме Об головною річкою басейну.
Об поділяють на три частини: верхню (до гирла річки Том), середню (між гирлами Томі та Іртиша) і нижню (від гирла Іртиша до впадіння в Обську губу). Основні притоки верхньої Обі: Чумиш, Іня, Чариш, Алей, середньої: Чулим (притока Обі), Кеть, Тим (річка, Сибір), Вах, Аган, Лямін, Чая, Парабель, Васюган, Великий Юган, Великий Салим, нижньої: Казим, Полуй, Велика Сосьва та Щуча.
Основними видами живлення є снігове та дощове. Витрата води в гирлі Обі становить 12,5 тис. м³/сек, річний стік — 394 км³. Річка Об є основною транспортною магістраллю Західного Сибіру, повністю судноплавна. В середній та нижній частинах Обі розміщуються великі родовища нафти та газу. Їх розробка до забруднення річки та завдала шкоди рибництву.